# Iva Kalátová
Iva Kalátová (* 17. listopadu 1962) je česká politička a podnikatelka, v letech 2019 až 2021 poslankyně Poslanecké sněmovny PČR, v letech 2018 až 2020 a opět od roku 2024 zastupitelka Karlovarského kraje, v letech 2011 až 2022 zastupitelka (v letech 2011 až 2018 také starostka) města Rotava, členka hnutí ANO.

## Život
Studovala Gymnázium Sokolov a pražské Gymnázium Nad Štolou. Po roce 2014 předsedala Dobrovolnému svazku měst a obcí Kraslicka. Od července 2018 je jednatelkou a společnicí s vkladem ve firmě BENEFIN PFC a od března 2019 je členkou dozorčí rady společnosti SOTES Sokolov.

## Politické působení
V komunálních volbách v roce 2010 kandidovala jako nezávislá do Zastupitelstva města Rotava za subjekt „SDRUŽENÍ NEZÁVISLÝCH KANDIDÁTŮ“, ale neuspěla (skončila jako čtvrtá náhradnice). Na městě působila jen jako členka finančního výboru. V září 2011 však na funkci po skandálech rezignovali starosta a místostarosta města a ona se stala zastupitelkou i novou starostkou Rotavy. Na začátku dubna 2013 vystoupily na veřejném zasedání zastupitelstva města úřednické odbory s tím, že starostka některé úředníky ponižuje, chová se arogantně a sprostě jim nadává. V listopadu 2013 zase server iDNES.cz informoval, že Kalátová vybrala ze svého osobního účtu 124 tis. Kč a použila je na dražbu bytů zabavených dlužníkům (mělo se jednat o pomoc pro jedno společenství vlastníků, které bylo momentálně bez peněz). Také na začátku roku 2014 kritizovala práci některých úředníků.
V komunálních volbách v roce 2014 mandát zastupitelky města obhájila, když jako nezávislá vedla kandidátku subjektu „VOLBA pro ROTAVU – nezávislí kandidáti 2014“. V listopadu 2014 byla podruhé zvolena starostkou města. V březnu 2018 však byla odvolána zastupitelstvem pro ztrátu důvěry. V komunálních volbách v roce 2018 mandát zastupitelky města opět obhájila, tentokrát již jako členka hnutí ANO 2011 a lídryně tamní kandidátky. V komunálních volbách v roce 2022 již do zastupitelstva Rotavy nekandidovala.
V krajských volbách v roce 2016 kandidovala už jako členka hnutí ANO 2011 do Zastupitelstva Karlovarského kraje, ale neuspěla (skončila jako první náhradnice). V lednu 2018 však na mandát rezignoval její stranický kolega Roman Procházka a ona se stala krajskou zastupitelkou. V krajských volbách v roce 2020 již nekandidovala.
Ve volbách do Poslanecké sněmovny PČR v roce 2017 kandidovala jako členka hnutí ANO 2011 na 5. místě kandidátky v Karlovarském kraji, neuspěla a skončila jako druhá náhradnice. V dubnu 2019 však na poslanecký mandát rezignoval Dan Ťok a první náhradník Roman Procházka se stal již v lednu 2018 členem Kolegia NKÚ. Kalátová se tak dne 15. dubna 2019 stala poslankyní. Ve volbách do Poslanecké sněmovny PČR v roce 2021 již nekandidovala.
V krajských volbách v roce 2024 byla zvolena jako členka hnutí ANO zastupitelkou Karlovarského kraje.